# عفاريت عدلي علام (مسلسل)
عفاريت عدلي علام مسلسل تلفزيوني مصري كوميدي تم عرضه في رمضان 1438هـ/2017م. المسلسل من بطولة عادل إمام، غادة عادل وهالة صدقي، تأليف يوسف معاطي وإخراج رامي إمام.

## القصة
تدور أحداث المسلسل حول رجل مهووس بالقراءة والكتب، يحصل بالصدفة على كتاب قديم مليء بالشفرات والرموز السحرية، لتظهر له عفريتة يتضح أنها مرتبطة بالكتاب، فيبدأ مغامرة لمحاولة صرف الجنية والعودة لحياته الطبيعية.

## الممثلون
| الممثل         | الشخصية         | الدور                     |
| -------------- | --------------- | ------------------------- |
| عادل إمام      | عدلي علام       | مدير المكتبة في دار الكتب |
| غادة عادل      | سلا             | العفريتة                  |
| هالة صدقي      | حياة النفوس     | زوجة عدلي علام            |
| كمال أبو رية   | سامي            | محامي                     |
| مي عمر         | ملك             | ملك الأم / ملك الابنة     |
| عزت أبو عوف    | زكي أبو العيون  | رجل أعمال                 |
| محمد ثروت      | عربي            | أخ حياة النفوس            |
| جيهان أنور     | أنيسة           | زوجة عربي                 |
| لطفي لبيب      | مدكور           | محصل كهرباء               |
| أشرف زكي       | هاني أبو السعود | وزير التخطيط              |
| أحمد حلاوة     | الشيخ صادق      | عراف                      |
| مصطفى بسيط     | صبري            | فراش                      |
| حنان يوسف      | حورية           | صديقة عدلي                |
| أحمد صلاح حسني | سلال            | عفريت                     |
| يوسف اسماعيل   | الشيخ ياسين     | يعمل مع الشيخ صادق        |
| محمد دسوقي     | عبد الغني       | مدير عام دار الكتب        |
| مؤمن نور       | محيي            | زوج ملك                   |

## مواعيد بث
يعرض المسلسلات يومياً خلال رمضان 2017 في المواعيد والقنوات التالية:
- في 20:00 بتوقيت القاهرة على إم بي سي مصر ويعاد 3.00 صباحا و 2:30 ظهرا بتوقيت القاهرة.
- في 20:00 بتوقيت القاهرة على قناة إم بي سي 1.
- في 21:30 بتوقيت القاهرة على قناة لبنان 24.
- في 20:00 بتوقيت القاهرة على رؤيا الاردنية.
- في 22:00 بتوقيت القاهرة على قناة الشرقية.
- في 22:05 بتوقيت القاهرة على قناة الفلسطينية.

## روابط خارجية
- عفاريت عدلي علام على موقع قاعدة بيانات الأفلام العربية
- مسلسل عفاريت عدلي علام